# Giovanni Maria Baratta
Giovanni Maria Baratta (Carrara, circa 1627 – Roma, circa 1680) è stato uno scultore e architetto italiano.

## Biografia
Figlio di Iacopo, fratello maggiore di Francesco e di Isidoro, Giovanni Maria Baratta nacque a Carrara intorno al 1627.
Una delle prime testimonianze storiche della sua attività si ebbe in un documento del 1651, dove è descritto come «Magister Joannes Maria Baratta qm. Iacobi de loco Montis Marcelli Lunen, Sarzanen».
Probabilmente incominciò a lavorare come intagliatore e si formò a Roma assieme al fratello Francesco.
Le informazioni successive riguardanti Baratta risalirono al 1644, anno in cui, il cardinale Camillo Francesco Maria Pamphili, che lo apprezzava molto per le sue capacità architettoniche, lo utilizzò per la costruzione di villa Pamphili sul Gianicolo, nota per le sue ricchissime collezioni di marmi classici.
La villa fu progettata dall'Alessandro Algardi e per alcuni storici dell'arte non è ancora chiaro il ruolo che ebbe Baratta, mentre per altri partecipò alla progettazione assieme all'Algardi.
Sempre il cardinale Pamphili lo fece lavorare, sotto la guida dell'Algardi, al restauro della chiesa di San Nicola da Tolentino, dal 1651. Dopo la morte dell'Algardi (1654), Baratta terminò la chiesa disegnando la bella facciata barocca.
Il cardinale Pamphili lo occupò per la progettazione e la decorazione dell'altare di San Tommaso da Villanova nella chiesa di Sant'Agostino, decorata da rilievi e statue di Ercole Ferrata, Domenico Guidi e Giuseppe Peroni.
Nel 1660 divenne membro dell'Accademia nazionale di San Luca e nello stesso periodo collaborò con Carlo Rainaldi per la costruzione della chiesa di Sant'Agnese in Agone in piazza Navona;a Baratta viene attribuito il progetto (1666 circa) delle torri. Avrebbe lavorato anche al palazzo Pamphili in piazza Navona,e collaborato con Rainaldi per alcuni lavori nella basilica di San Giovanni in Laterano.
Non si conosce con precisione la sua data di morte, ma egli sopravvisse al fratello Francesco ed era ancora vivo quando  Giovan Battista Passeri tra gli anni 1673 e 1679 lo ricorda come «ora architetto».

## Opere
- Villa Pamphili sul Gianicolo (1644);
- Chiesa di San Nicola da Tolentino (1651);
- Basilica di Sant'Agostino in Campo Marzio;
- Chiesa di Sant'Agnese in Agone (1666);
- Palazzo Pamphili in piazza Navona;
- Basilica di San Giovanni in Laterano.